# Metanapis mahnerti
Metanapis mahnerti är en spindelart som beskrevs av Brignoli 1981. Metanapis mahnerti ingår i släktet Metanapis och familjen Anapidae.
Artens utbredningsområde är Kenya. Inga underarter finns listade i Catalogue of Life.